# Chłodniki planetarne

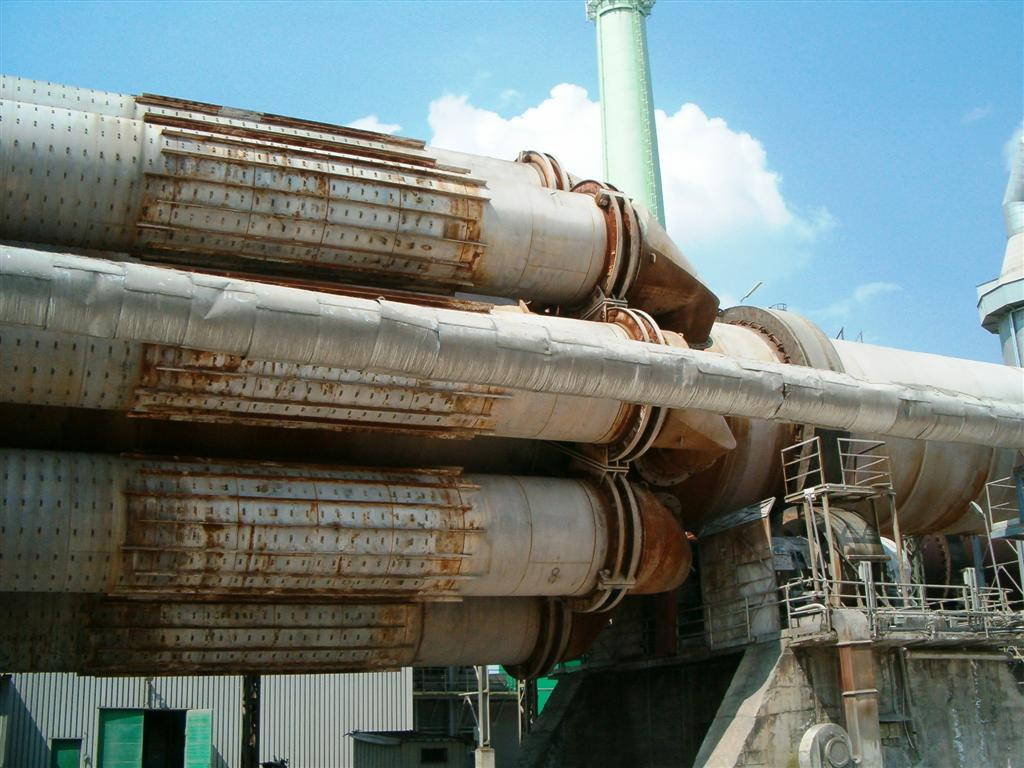
Chłodniki planetarne w Cementowni Górażdże

Chłodniki planetarne – część pieca cementowego służąca do schładzania klinkieru pod koniec procesu jego wytwarzania.
Czynnikiem chłodzącym jest powietrze zewnętrzne zasysane przez układ wentylacyjny pieca. Efektywność chłodzenia zwiększają łopatki przesypowe, umiejscowione w wylotowej części chłodników i zamocowane do płaszcza walczaka oraz łańcuchy zmniejszające szybkość przesuwu klinkieru, pracujące w środkowej części chłodnika.
Obecnie coraz częściej zastępowane przez chłodniki rusztowe.